# Ditshukudu
Ditshukudu – wieś w Botswanie w dystrykcie Kweneng. Według spisu ludności z 2011 roku wieś liczyła 184 mieszkańców.